# Мировые рекорды на дистанции 50 метров вольным стилем у женщин в 25-метровом бассейне
 Прогресс мировых рекордов на дистанции 50 метров вольным стилем у женщин в 25-метровом бассейне. Первый мировой рекорд в плавании на дистанции 50 метров вольным стилем у женщин в 25-метровом бассейне был зарегистрирован Международной Федерацией плавания ФИНА в 1992 году. 
Обвал мировых рекордов в плавании в 2008/2009 совпал с введением полиуретановых костюмов от Speedo (LZR, 50% полиуретана) в 2008 году и Arena (X-Glide), Adidas (Hydrofoil) и итальянского производителя плавательных костюмов Jaked (все 100% полиуретана) в 2009 году. Запрет ФИНА на плавательный костюм из полиуретана вступил в силу в январе 2010 года.;
Прогресс мировых рекордов на дистанции 50 метров вольным стилем у женщин в 25-метровом бассейне
| Номер | Время   | Имя                    | Национальность | Дата            | Соревнование                      | Место                        | Прим. |
| ----- | ------- | ---------------------- | -------------- | --------------- | --------------------------------- | ---------------------------- | ----- |
| 1     | 24.75   | Францииска ван Альмсик | Германия       | 4 ноября 1992   |                                   | Швебиш-Гмюнд, Германия       | [ 2 ] |
| 2     | 24.62   | Лэ Цзинъи              | Китай          | 3 декабря 1993  | Чемпионат мира по плаванию ФИНА   | Пальма-де - Майорка, Испания | [ 3 ] |
| 3     | 24.23   | Лэ Цзинъи              | Китай          | 3 декабря 1993  | Чемпионат мира по плаванию ФИНА   | Пальма-де - Майорка, Испания |       |
| 4     | 24.09   | Тереза Альсхаммар      | Швеция         | 11 Декабря 1999 | Чемпионат Европы по плаванию ФИНА | Лиссабон, Португалия         |       |
| 5     | 23.59   | Тереза Альсхаммар      | Швеция         | 18 Марта 2000   | Чемпионат мира по плаванию ФИНА   | Афины, Греция                |       |
| 6     | 23.58   | Марлен Велдхёйс        | Нидерланды     | 17 Ноября 2007  | Кубок мира по плаванию ФИНА       | Берлин, Германия             |       |
| 7     | 23.25   | Марлен Велдхёйс        | Нидерланды     | 13 Апреля 2008  | Чемпионат мира по плаванию ФИНА   | Манчестер, Великобритания    |       |
| 8     | 23.24   | Ранооми Кромовидьоойо  | Нидерланды     | 7 Августа 2013  | Кубок мира по плаванию ФИНА       | Эйндховен, Нидерланды        |       |
| 8     | 23.24 = | Ранооми Кромовидьоойо  | Нидерланды     | 12 декабря 2015 | Дуэль в бассейне                  | Индианаполис, США            |       |
| 9     | 23.10   | Сара Шестрем           | Швеция         | 2 Августа 2017  | Чемпионат мира по плаванию ФИНА   | Москва, Россия               |       |
| 10    | 22.93   | Ранооми Кромовидьоойо  | Нидерланды     | 7 Августа 2017  | Чемпионат мира по плаванию ФИНА   | Берлин, Германия             | [ 6 ] |
| 11    | 22,83   | Гретхен Уолш           | США            | 15 декабря 2024 | Чемпионат мира                    | Будапешт, Венгрия            |       |

Рекорды зафиксированные не финале: 1/2 - полуфинал, э - эстафета.